# 野外での婚礼の踊り
『野外での婚礼の踊り』（やがいでのこんれいのおどり、蘭: De boerenbruiloftsdans、英: The Wedding Dance）は、初期フランドル派の巨匠ピーテル・ブリューゲルが1566年に板上に油彩で製作した絵画である。画面には農民たちの結婚の舞踏が描かれている。1566年の年記だけで署名は記されていないが、ブリューゲルの真作として認められている。作品はかつてイギリスの個人コレクションにあったが、現在は米国ミシガン州のデトロイト美術館に所蔵されている。

## 作品
市や婚礼を楽しむ農民の主題は、アントウェルペンの版画家ヒエロニムス・コックが発行した多岐にわたる主題の中でも人気のテーマであった。コックに版画の下絵を提供していたブリューゲルは、1560年代後半に油彩画でも『農民の婚宴』、『農民の踊り』 (ともに美術史美術館、ウィーン) などの農民の主題を描いている。本作はその1作目である。
収穫も終わった秋晴れの日、農民たちが村はずれに集まり、バグパイプの音に合わせて婚礼の踊りに興じている。初期の作品に比べ、本作では群像表現がやや鳥瞰図的にとらえられており、遠近法は人物の大きさによって示される。そして、前景から中景にかけて1人1人身振りの異なる踊りの渦によって、むせ返るような活気と興奮が表されている。
木と木の間に張られた幕が画面奥の中央右寄りにあり、その幕に冠が掛かっている。そこは花嫁の席であり、本来、花嫁は母親や姑に囲まれて座るのが普通である。しかし、本作で花嫁は画面中景の左寄りにおり、踊りの輪の中にいる。画面の女性たちは子供も含め、当時の慣例である白いフードをかぶっているが、花嫁だけはフードをかぶらず、髪を肩まで垂れ下げ、黒い服を身に着けている。それが花嫁を表す姿なのである。花嫁の踊り相手はかなり年配で、おそらく彼女の父親であろう。花婿がこの場に見出せないのは、おそらく花嫁側の祝いの席だからなのかもしれない。同様に『農民の婚宴』でも花婿は見出だせない。

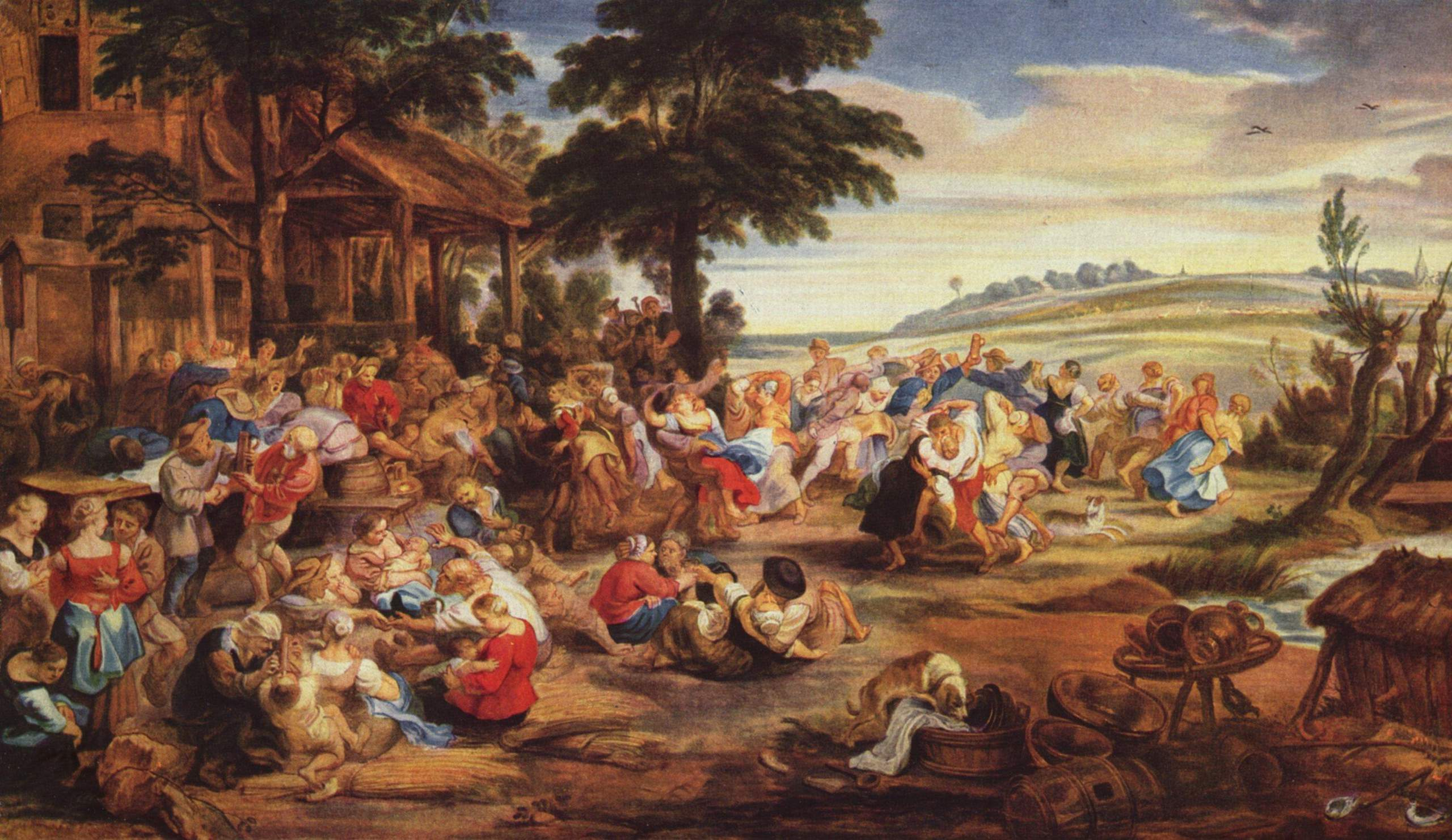
ピーテル・パウル・ルーベンス『村祭り』 (1635-1638年、ルーヴル美術館)

踊りの輪の外には、見物人、立ち話をする人、抱き合う者、ジョッキを傾ける者など雑多な農民たちが群がっている。彼らも踊り手たちと密接に関連しあって、渦を巻くような楕円曲線を形成している。また、一見バラバラに点在しているかのような群衆であるが、よく見ると扇型の中に位置づけられている。色彩も巧みな配色と赤、青、白色のマッキア (色斑) により、踊りの興奮と律動感を助長すると同時に画面全体の統一感に寄与している。
なお、画面右端のバグパイプ奏者の後ろには放埓な農民の踊りを見つめる傍観者がいる。黒い帽子を目深にかぶり、後ろ手をしているこの人物は、後期の群衆表現に見られる人物像である。彼は腰から筆と墨壺を下げており、画家のように見える。
後にピーテル・パウル・ルーベンスは『村祭り』 (1635-1638年、ルーヴル美術館) を描いているが、本作の延長線上にある作品である。